# طريق الحج البصري
طريق الحج البصري أو طريق البصرة - مكة هو ثاني طريقَي الحج العراقي من العراق إلى مكة بادئ من البصرة بالعراق مؤدي إلى مكة لغرض التجارة والحج.

## الوصف
يبدأ الطريق من البصرة بالعراق مرورًا بشمال شرق شبه الجزيرة العربية عبر وادي الباطن مخترقًا عدة مناطق صحراوية أصعبها صحراء الدهناء، ثم يمر بنجد التي تكثر فيها المياه العذبة والوديان الخصبة والعيون، وبعدها يسير الطريق محاذيًا لطريق الكوفة مكة ، حتى يلتقيان عند محطة أم خرمان أوطاس التي تقع على مسافة عشرة أميال من موقع ذات عرق. يلتقي طريق البصرة بالطريق الرئيسي الممتد من الكوفة عند منطقة معدن النقرة التي يتفرع منها طريق يتجه إلى المدينة المنورة.

## المحطات
ذكر إبراهيم الحربي مراحل طريق الحاج البصري.
| من           | إلى          |                      | المسافة ميلاً عربياً | المسافة كيلومتراً |
|              | الاسم القديم | الاسم القائم         |                    |                  |
| البصرة       | المنجشانية   | المنجشانية في العراق | 8                  | 16               |
| المنجشانية   | الحفير       | الحفير في العراق     | 20                 | 40               |
| الحفير       | الرحيل       | الرحيل في العراق     | 28                 | 56               |
| الرحيل       | الشجي        | الشقايا / الكويت     | 29                 | 58               |
| الشجي        | الخرجاء      | الظرابين             | 32                 | 66               |
| الخرجاء      | حفر أبي موسى | حفر الباطن           | 27                 | 54               |
| حفر أبي موسى | ماوية        | ماوية                | 32                 | 64               |
| ماوية        | ذات العشر    | أم عشر               | 29                 | 58               |
| ذات العشر    | الينسوعة     | بركة الأجردي         | 23                 | 46               |
| الينسوعة     | السمينة      | النقع                | 29                 | 58               |
| السمينة      | النباج       | عين ابن فهيد         | 23                 | 46               |

يبلغ طول الطريق حوالي 1.200 كيلو متر، وعلى امتداده توجد سبع وعشرون محطة رئيسية، منها ثلاث محطات بالعراق، هنّ المنجشانية والحفير والرحيل، وواحدة بدولة الكويت هي الشجي، أما باقي محطات الطريق فتقع حاليًا في أراضي المملكة العربية السعودية، وأولها الرقعي ومنها يتجه الطريق نحو الجنوب الغربي مروراً بالأجزاء الشمالية الشرقية للمملكة حتى يصل إلى ضرية، ويمر بعدة قرى ومنازل للمياه منها جديلة فالدفينة، ثم يمر بقبا ومركز مران حتى يصل إلى أم خرمان أوطاس شمال شرق مكة. من المحطات المهمة على طريق البصرة بركة الخرابة الواقعة عند التقاء الطريق مع طريق الكوفة بالقرب من أم خرمان وذات عرق، وهي عبارة عن بركة دائرية لها مصفاة مستطيلة تصل إليها المياه بواسطة قناة أرضية مسقوفة تمتد من وادي العقيق.

## التطور
تعد فترة القرن الأول الهجري إلى القرن الثالث الهجري الفترة الذهبية لهذا الطريق، حيث شهد الطريق خلال القرن الأول عناية من ولاة البصرة الأمويين، وبخاصة الحجاج بن يوسف الثقفي، الذي سلك هذا الطريق إلى مكة وفحص المياه في المحطات التي مر عليها على طول الطريق ليعرف مدى جودتها. وزاد الاهتمام بالطريق حيث سلكه عدد من الخلفاء في رحلتهم إلى الحج مثل أبو جعفر المنصور وهارون الرشيد.
غير أن الطريق دخل منذ نهاية العصر العباسي الأول (132 هـ - 232 هـ) مرحلة الإهمال. ولم يبقى من آثار الطريق إلا بعض الآبار والسدود والقصور المهملة، وتوجد آثار مهمة للطريق في منطقة القصيم، وفي الأسياح توجد أطلال قصر كبير مبني بالحجارة له بقايا عقود نصف دائرية، وبالقرب منه آثار العيون والقنوات القديمة والبرك والسدود وفي ضرية لا تزال آثار البلدة القديمة باقية. كما يُلاحظ أن بعض محطات الطريق استمر فيها الاستيطان الحضاري أو بالقرب منها بسبب توافر المياه والمناطق الرعوية، كما أن بعض المحطات اختفت معالمها تحت الكثبان الرملية.